# Liste de peintures d'Anicet Charles Gabriel Lemonnier
Cette page dresse une liste de peintures d'Anicet Charles Gabriel Lemonnier, peintre français du XVIIIe siècle.

## Liste
| Image | Titre                                                                                         | Technique                                         | Date           | Commentaire | Lieu de conservation                                      | Référence (Drouglazet, 2018) |
| ----- | --------------------------------------------------------------------------------------------- | ------------------------------------------------- | -------------- | ----------- | --------------------------------------------------------- | ---------------------------- |
|       |                                                                                               |                                                   |                |             |                                                           |                              |
|       | La Résurrection de Tabitha                                                                    | Huile sur toile 440 x 320 cm                      | 1770           |             | Lisieux, cathédrale Saint-Pierre                          | P.1                          |
|       | La Résurrection de Tabita (esquisse)                                                          | Huile sur toile 72,7 x 51,8 cm                    | vers 1769-1770 |             | Clermont-Ferrand, musée Bargoin                           | P.2                          |
|       | Diane et Apollon tuant les enfants de Niobé                                                   | Huile sur toile 144,8 x 123,5 cm                  | 1772           |             | Rouen, musée des Beaux-Arts                               | P.3                          |
|       | Allégorie de l'exil du duc de Choiseul                                                        | Huile sur toile 32,5 x 39 cm                      | vers 1770-1775 |             | Waddesdon, Waddesdon Manor                                | P.4                          |
|       | Bélisaire                                                                                     | Huile sur toile 59 x 85 cm                        | 1776           |             | Toulouse, musée des Augustins                             | P.5                          |
|       | La Mission des Apôtres                                                                        | Huile sur toile 445 x 274 cm                      | 1777           |             | Rouen, musée des Beaux-Arts                               | P.6                          |
|       | La Mission des Apôtres (esquisse)                                                             | Huile sur toile 56,6 x 34,3 cm                    | 1777           |             | Rouen, musée des Beaux-Arts                               | P.7                          |
|       | Tête de saint Jean                                                                            | Huile sur toile 46,5 x 58 cm                      | vers 1777      |             | Collection particulière                                   | P.8                          |
|       | Laissez venir à moi les petits enfants ou Jésus appelant à lui les petits enfants             | Huile sur toile 296,5 x 231,5 cm                  | 1783           |             | Rouen, musée des Beaux-Arts                               | P.9                          |
|       | Laissez venir à moi les petits enfants (esquisse)                                             | Huile sur papier marouflée sur toile 52,5 x 42 cm | 1783           |             | Collection particulière                                   | P.10                         |
|       | Jésus parmi les docteurs                                                                      | Huile sur toile 296 x 231,5 cm                    | 1784           |             | Rouen, musée des Beaux-Arts                               | P.11                         |
|       | Jésus parmi les docteurs (esquisse)                                                           | Huile sur papier 53 x 42 cm                       | vers 1783-1784 |             | Localisation actuelle inconnue                            | P.12                         |
|       | Saint Charles Borromée distribuant le viatique aux pestiférés de Milan                        | Huile sur toile 490 x 300 cm                      | 1785           |             | Rouen, musée des Beaux-Arts                               | P.13                         |
|       | Saint Charles Borromée distribuant le viatique aux pestiférés de Milan (esquisse)             | Huile sur toile 64 x 38,5 cm                      | vers 1785      |             | Saint-André-d'Hébertot, église Saint-André                | P.14                         |
|       | Saint Charles Borromée distribuant le viatique aux pestiférés de Milan (ricordo)              | Huile sur toile 59 x 36 cm                        | 1785           |             | Édimbourg, National Gallery of Scotland                   | P.15                         |
|       | Saint Charles Borromée distribuant le viatique aux pestiférés de Milan (réplique)             | Huile sur toile 223 x 133 cm                      | 1785-1793      |             | Paris, église Saint-Germain-l'Auxerrois                   | P.16                         |
|       | L'Ange exterminateur                                                                          | Huile sur toile 56,8 x 46,7 cm                    | 1784-1785      |             | Rouen, musée des Beaux-Arts                               | P.17                         |
|       | L'Ange de la Peste                                                                            | Huile sur toile 48 x 51 cm                        | 1784-1785      |             | Localisation actuelle inconnue                            | P.18                         |
|       | Cléombrote ou L'Amour conjugal                                                                | Huile sur toile 324 x 260 cm                      | 1787           |             | Amiens, musée de Picardie                                 | P.20                         |
|       | Cléombrote ou L'Amour conjugal (réduction)                                                    | Huile sur toile 108,5 x 87 cm                     | vers 1787      |             | Rouen, musée des Beaux-Arts                               | P.21                         |
|       | Sainte Madeleine                                                                              | Huile sur toile 59,8 x 48 cm                      | vers 1787      |             | Québec, musée de la Civilisation                          | P.22                         |
|       | La Présentation de la Vierge au Temple                                                        | Huile sur toile 490 x 300 cm                      | 1787           |             | Rouen, musée des Beaux-Arts                               | P.23                         |
|       | La Présentation de la Vierge au Temple (esquisse)                                             | Huile sur toile 63 x 38 cm                        | 1787           |             | Saint-André-d'Hébertot, église Saint-André                | P.24                         |
|       | Hommage rendu à Louis XVI par la Chambre de Commerce de Normandie                             | Huile sur toile 325 x 260 cm                      | 1788-1789      |             | Détruit en 1944                                           | P.25                         |
|       | Portrait de Louis XVI                                                                         | Huile sur toile                                   | 1786-1789      |             | Paris, musée de la Légion d'honneur                       | P.26                         |
|       | La mort de Marc-Antoine                                                                       | Huile sur toile 142 x 180 cm                      | 1789           |             | Rouen, musée des Beaux-Arts                               | P.27                         |
|       | L'Esprit du Commerce (esquisse)                                                               | Huile sur toile 70 x 130 cm                       | vers 1787      |             | Rouen, musée des Beaux-Arts                               | P.29                         |
|       | L'Esprit du Commerce (ricordo)                                                                | Huile sur toile 77 x 130 cm                       | 1793           |             | Collection particulière                                   | P.30                         |
|       | Blanche de Castille délivrant les prisonniers (esquisse)                                      | Huile sur bois 33,5 x 36,5 cm                     | 1793           |             | Localisation actuelle inconnue                            | P.33                         |
|       | Lecture de la tragédie de L'Orphelin de la Chine de Voltaire dans le salon de Madame Geoffrin | Huile sur toile 129,5 x 196 cm                    | 1812           |             | musée national des châteaux de Malmaison et de Bois-Préau |                              |